# آسياسيل
آسياسيل هي شركة اتصالات عراقية تقدم خدمات الهاتف المحمول والإنترنت المتنقل بشكل رئيسي في العراق. توفر خدماتها في جميع المحافظات العراقية.
تعتبر آسياسيل المزود الرئيسي لخدمات الاتصالات النقالة والإنترنت عالية الجودة في العراق حيث لديها قاعدة مشتركين وصلت إلى 19.1 مليون مشترك. وقد كانت أول مزود لخدمات الاتصالات النقالة في العراق يحقق تغطية لكافة اجزاء البلد، حيث توفر خدماتها في جميع المحافظات العراقية الـ 19 بما فیها العاصمة بغداد وکافة المدن الرئیسیة الأخری.

## تأسيسها
تأسست شركة آسياسيل للإتصالات الخلوية عام 1999 على يد رجل الأعمال العراقي فاروق مصطفى رسول، لتكون بذلك أول شركة اتصالات عراقية خلوية في العراق. في عام 2012 أعلنت شركة ألتاي Altai الفرنسية لأبحاث التسويق أن آسياسيل هي العلامة التجارية الأولى في العراق ليس في مجال الاتصالات النقالة فحسب، بل في جميع القطاعات وهو ما يعكس الحضور القوي لعلامة آسياسيل التجارية.
في بداية عام 2015 حصلت آسياسيل على رخصة تشغيل خدمات الجيل الثالث ضمن نطاق شبكتها في العراق لتقدم من خلاله جودة عالية في الاتصال الصوتي والفديو وسرعة البيانات العالية الجودة.

### توسع الشركة
- 1999 تأسست الشركة على يد رجل الأعمال العراقي فاروق مصطفى رسول.

- 2000 تأسيس الشبكة في مدينة السليمانية في العراق.

- 2001 بداية بيع الخطوط التجريبية في الاسواق المحلية.

- 2003 منحت الشركة أجازة التشغيل في كل العراق بدءاً من الشمال.

- 2005 توسعت الشبكة لتشمل كل اجزاء العراق من الموصل إلى البصرة.

- 2007 منحت الشركة رخصة تشغيل لمدة 15 عاماً ولغاية آب 2017.

- 2015 منحت الشركة رخصة تشغيل الجيل الثالث.

تمتلك الشركة مايقارب 12 مليون مشترك تغطي كل انحاء العراق.

## الخدمات

### الخدمات الرقمية
توفر آسياسيل خدمة الاشتراك في العديد من المنصات الرقمية الترفيهية عبر الدفع بطريقة رصيد الهاتف المحمول.

### الجيل الثالث
وفي بداية عام 2015 حصلت آسياسيل على رخصة تشغيل خدمات الجيل الثالث ضمن نطاق شبكتها في العراق لتقدم من خلاله جودة عالية في الاتصال الصوتي والفديو وسرعة البيانات العالية الجودة.
وفي يوليو 2020 طالب مركز مراقبة الإنترنت مجلس النواب بالتدخل في ايقاف تجديد رخصة شركات الاتصالات وقال المركز أن «العراق لم يطلق حتى الآن خدمة الـ 4G بينما بدأت خدمة الـ 5G تستخدم في الدول العربية، علما أن شركات الاتصالات لم تغطِ حتى الآن مساحة العراق بخدمة الـ 3G، إذ ما زال بعض المناطق تستخدم الجيل الثاني E»، مبينا ان «السلحفاة اسرع من خدمة الـ 3G في العراق». وقال أيضاً أن «عقود الرخصة تم منحها لشركات الهواتف الجوالة (زين - آسياسيل - كورك) في عام 2007 لمدة 15 عام (2007 -2022) وبقيمة (1.250) مليار دولار لكل رخصة»، لافتا إلى ان «مقارنة بين واقع الاتصالات في العراق والامارات، فعدد المشتركين في خدمة الاتصالات بالعراق 38 مليون مشترك لثلاث شركات حيث تدفع هذه الشركات 18% من ايراداتها السنوية للحكومة العراقية أي ما يقدر 500 مليون دولار بالسنة، في حين عدد المشتركين في خدمة الاتصالات في الأمارات 12 مليون مشترك لشركتين تدفع 15% من ايراداتها سنوياً للحكومة الإماراتية وتقدر 2.5 مليار دولار».

## المبادرات

### ويكيبيديا زيرو
في شباط/فبراير، 2017 أعلن موقع ويكيبيديا عن إتاحة خدماته لجميع مستخدمي شبكة آسياسيل في العراق، دون احتساب تكلفة الاتصال بالإنترنت، وتعد هذه الخطوة جزء من مشروع ويكيبيديا زيرو.

## رأس مال الشركة
يبلغ رأس مال الشركة المُدرجة في سوق العراق للأوراق المالية 310 مليار دينار عراقي.
في 25 يوليو، 2011، تم زيادة رأس مال الشركة من مليون دينار إلى 270 مليار دينار، وفي 11 فبراير 2011، تحولت الشركة من محدودة إلى مساهمة خاصة وتم زيادة رأس المال إلى 270.012 مليار دينار. وفي 15 يونيو، 2015، تم زيادة رأسمال الشركة بقرار من الهيئة العامة في اجتماع لها إلى 310 مليار دينار عراقي.

### الأرباح
حققت أسياسيل أرباحاً تُقدر بحوالي 178.1 مليار دينار عراقي منذ بداية عام 2020 وإلى أيلول 2020.

### المساهمون
| الاسم                      | عدد الاسهم بتاريخ 31 ديسمبر، 2018 | نسبة المساهمة في رأس المال |
| -------------------------- | --------------------------------- | -------------------------- |
| شركة الرواد للخدمات العامة | 151,893,249,189                   | 49.0%                      |
| فاروق مصطفى رسول           | 70,963,352,862                    | 22.9%                      |
| شركة برزان القابضة ش. ش. و | 46,690,088,618                    | 15.1%                      |
| الإجمالي                   | 269,546,690,669                   | 87.0%                      |

## الالتزام الحكومي والتجاري

### الضرائب
في تقديرات للهيئة العامة للضرائب، عن ضريبة الدخل للسنوات من 2004 ولغاية 2017، بلغت مجموعها 467.300 مليار دينار، وردت الشركة بأنها قد دفعت كامل مستحقاتها الضريبية إلى الهيئة العامة للضرائب مع تقديم الاعتراض والاستئناف لديها.

## تجديد التراخيص
في يوليو 2020 جددت الحكومة، رخصات شركة الهاتف المحمول في العراق، لخمس سنوات إضافية، شريطة الانتقال إلى خدمة الجيل الرابع، ودفع ما في ذمتها من ديون للحكومة.
وفي 25 أغسطس، 2020 رفض القضاء العراقي، التمديد لشركات الهاتف النقال في العراق، مما يعني إيقاف قرار الحكومة العراقية بتمديد عمل هذه الشركات 5 سنوات جديدة. وقال رئيس فريق المحامين محمد الساعدي الذي أقام الدعوة، أن «أمام الحكومة وبقية الأطراف فرصة أخرى لاستئناف الحكم الذي صدر اليوم، لكني أستبعد مقدرتها على كسب القضية مهما فعلت، لأن مرافعتنا في رفض تجديد الرخص متينة وتستند إلى القانون والدستور ولا يمكن الطعن بها» وأصدرت محكمة الكرخ، قراره التمييز بتصديق قرار قاضي محكمة بداء الكرخ ورد الطعون التمييزية ما يعني الاستمرار بتنفيذ الأمر الولائي الخاص بإيقاف تجديد تراخيص شركات الهاتف النقال وأنه صحيح وموافق للأصول وأحكام القانون.

## الجوائز التي نالتها الشركة
| اسم الجائزة                                                             | الجهة المنظمة | السبب                                                                   | التاريخ |
| ----------------------------------------------------------------------- | ------------- | ----------------------------------------------------------------------- | ------- |
| GSMA mWomen                                                             | GSMA          | أفضل خدمات مقدمة للمرأة لعام 2013 والتي تميزت بتفعيل خط الماس           | 2013    |
| Best corporate social responsibility (CSR) initiative                   | CommsMEA      | بسبب ماقدمته من مساعدات ضمن مجال المسؤولية الاجتماعية للنازحين واللجئين | 2014    |
| Silver Steve Winner 2015                                                | Steve Award   | بسبب مشروع بسمة لدعم اللاجئين والنازحين                                 | 2015    |
| GSMA’s “Outstanding Contribution to the Mobile Industry Award” for 2017 | GSMA          | مشروع الاتصال من اجل التعليم                                            | 2017    |

فازت آسيا سيل بجائزتي بيكاسو من قبل شبكة بيكاسو للوحات الإعلانية.
وفي مارس 2017، حصدت شركة أسيا سيل، إلى جانب لجنة الإنقاذ الدولية، وإريكسون جائزة أفضل مبادرة للاستدامة، في حفل توزيع جوائم مجموعة أبو ظبي للاستدامة.
في 27 فبراير/شباط، 2017، أعلنت الجمعية الدولية لشبكات الهاتف المحمول، حصول آسيا سيل، مع أربعة شركات أتصالات أخرى في العالم، على جائزة «المساهمة المتميزة في مجال الاتصالات لعام 2017». تكريماً لدعم اللاجئين السوريين. في 2013 فازت شركة أسيا سيل للاتصالات، بجائزة ِ"ACTME" في مجال تمويل الشركات.

## وصلات خارجية
- الموقع الرسمي